# Bärenbrucher Teich
Der Bärenbrucher Teich im Harz ist eine historische Talsperre östlich von Buntenbock im Landkreis Goslar in Niedersachsen. Er gehört zu den Oberharzer Teichen, die für die Energieversorgung Oberharzer Bergwerke angelegt wurden.

## Beschreibung
Der Bärenbrucher Teich liegt im Oberharz im Naturpark Harz. Er befindet sich 1,25 km östlich von Buntenbock, einem Ortsteil von Clausthal-Zellerfeld. Durch ihn fließt der Oberlauf der Innerste. Die Wasseroberfläche liegt auf 559,36 m ü. NHN, was der Sohle der Überlaufschwelle entspricht und sein Stauvolumen beträgt 189.000 m³. Der Staudamm ist 7,09 m hoch.
Die Geschichte des Bärenbrucher Teiches lässt sich bis 1634 zurückverfolgen.
Das Wasser des Bärenbrucher Teiches kann über den 1948 angelegten Bärenbrucher Wasserlauf über eine Kette von sechs Wasserläufen und Zwischenabschnitten aus Gräben zum Rosenhof geführt werden, wo es in der Grube Rosenhof, später im Kraftwerk Ottiliaeschacht zur Energieerzeugung genutzt wurde. Eine weitere Entnahmemöglichkeit bietet der reguläre Grundablass, der das Wasser in den unmittelbar unterhalb gelegenen Ziegenberger Teich abgibt. Heute wird der Bärenbrucher Teich normalerweise als Überlaufteich betrieben, das heißt, die Grundablässe sind geschlossen und das zufließende Wasser fließt über den Überlauf in den Ziegenberger Teich ab.
Der Stauraum wird vom Sportfischereiverein Oberharz e.V. und von der Interessengemeinschaft Harzgewässer e.V. als Angelgewässer genutzt. Bootsangeln ist nicht erlaubt.
In einer Schutzhütte am Südende des Staudamms befindet sich die Stempelstelle Nr. 137 der Harzer Wandernadel.

## Bildergalerie

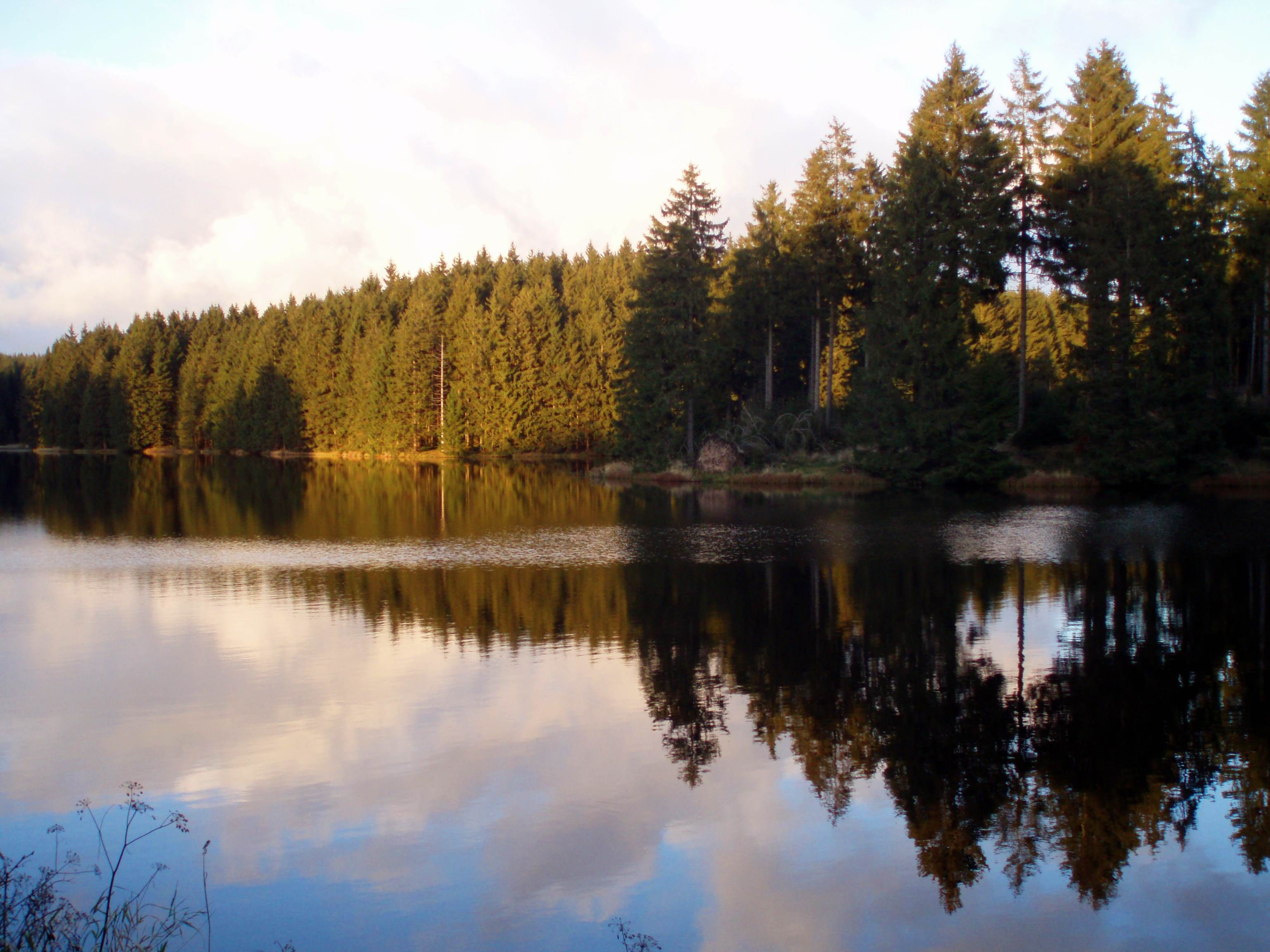
Abends am Bärenbrucher Teich, November 2007
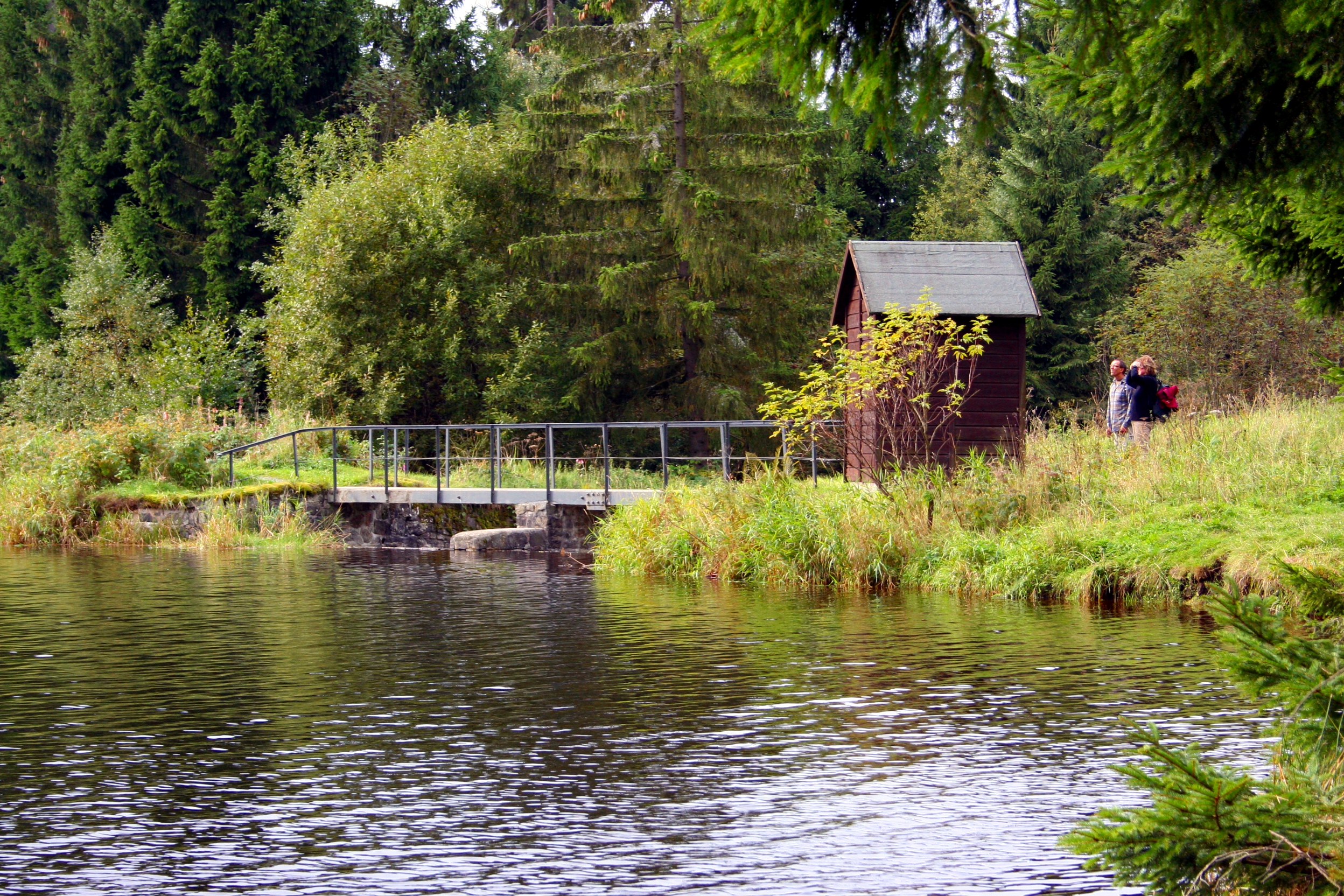
Hochwasserentlastungsanlage; die Hütte ist ein Zugang zum Bärenbrucher Wasserlauf
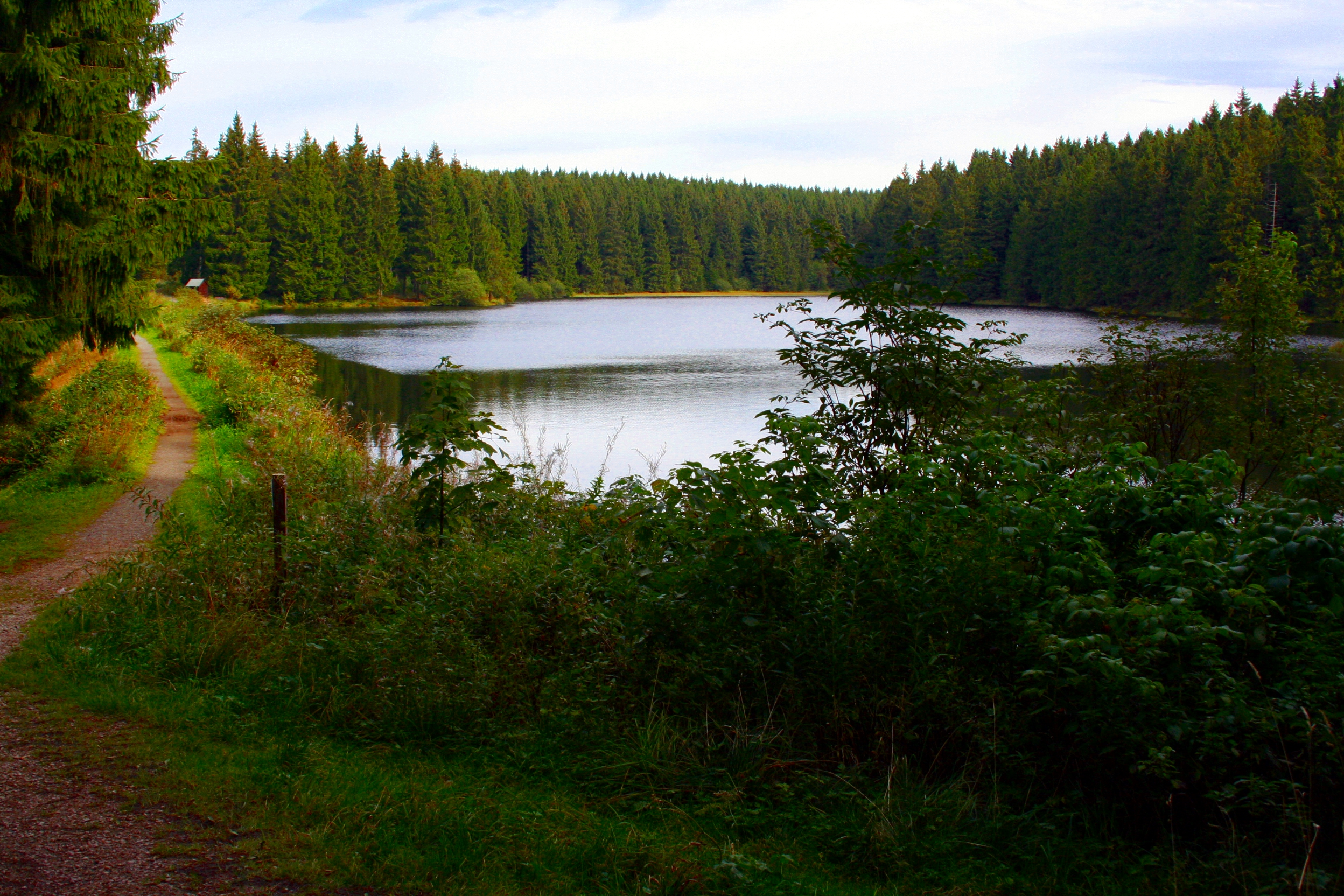
Bärenbrucher Teich, September 2010
Bärenbrucher Teich um 1900
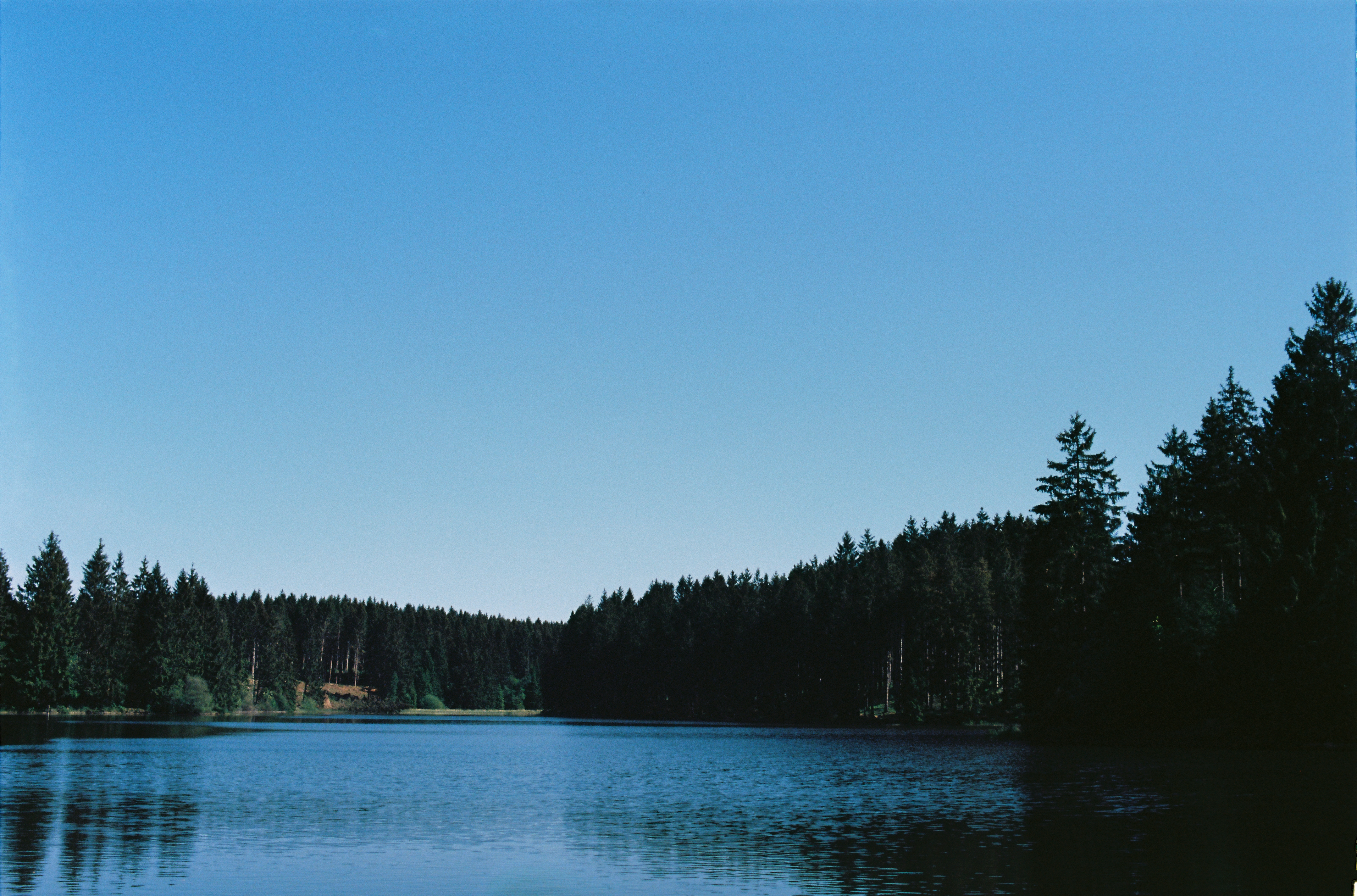
Bärenbrucher Teich im Sommer